# Teoría de la pintura
La idea de establecer una teoría de la pintura siguiendo el modelo de la teoría de la música, la sugirió Goethe en el año 1807. Esta obtuvo bastante aceptación entre los artistas de vanguardia de la década de 1920, el período de la cultura de Weimar, como por ejemplo Paul Klee.

## Desde Goethe a Klee
En 1807 Goethe expresó que la pintura "carece de una teoría establecida y aceptada como la que existe en la música". Kandinsky, en 1911, estuvo de acuerdo con Goethe, acordando que la pintura necesitaba de una teoría fundacional sólida, y tal teoría deb+ia ser establecidasiguiendo el modelo de la teoría de la música, y añadió que existe una relación profunda entre todas las artes, no sólo entre la música y la pintura.

## RetóricaySemiótica Visual
Los semiólogos belgas agrupados bajo el nombre de Grupo µ, desarrollaron un método de pintura de investigación llamado retórica y semiótica visual. El objetivo de este método es determinar las características estilísticas y estéticas de cualquier pintura por medio de las operaciones retóricas de adición, omisión, permutación y transposición.